# 戴楩
戴楩（1499年—？），字汝材，号任村，河南河南府沔池縣人，軍籍，明朝政治人物。

## 生平
河南鄉試第六十三名舉人。嘉靖十七年（1538年）中式戊戌科會試第一百六十七名，登第二甲第八十六名進士。任刑部主事，嘉靖二十一年（1542年），恤刑主事戴楩、吴元璧、吕颙等行急失与内号相验，比至，与原给外号不合，为巡按御史所纠，纳赎还职。上以元璧等所领舛错不行，奏请举正，而隐蔽如此，令都察院查原差各官俱调外任。遂调楩顺德府，元璧扬州府，颙河南府，俱通判。三十七年（1558年）任广西按察司佥事。

## 家族
曾祖戴琰，知縣；祖父戴鎣，七品散官；父戴淦，母畢氏。永感下。